# إذاعة المسيلة
إذاعة مسيلة هي إذاعة محلية بولاية المسيلة الجزائرية تبث برامجها باللغة العربية على موجة أف أم 102.10.

## وصلات خارجية
- قائمة الإذاعات المحلية بالجزائر
- الموقع الرسمي لإذاعة المسيلة
- شبكة الإذاعات الجهوية